# Mesocanthus brevis
Mesocanthus brevis är en mångfotingart som beskrevs av Filippo Silvestri 1919. Mesocanthus brevis ingår i släktet Mesocanthus och familjen trädgårdsjordkrypare. Inga underarter finns listade i Catalogue of Life.